# Nižný Lánec
Nižný Lánec (do roku 1948 Nižný Lánc; maďarsky Alsólánc) je obec v okrese Košice-okolí na východním Slovensku. Obec se nachází v jižní části Košické kotliny, asi 23 kilometrů jihozápadně od Košic a tři kilometry severovýchodně od maďarských hranic.

## Historie
Obec je poprvé písemně zmiňována v roce 1268, kdy je uváděna pod názvem Lanch. Po zničení vesnice tureckými hordami se obec vzpamatovávala jen pomalu. V roce 1772 zde bylo deset rodin, v roce 1828 zde bylo 36 domů a žilo zde 259 obyvatel. Do roku 1918 byla obec součástí Uherska. V letech 1938 až 1945 byla kvůli první vídeňské arbitráži součástí Maďarska. Při sčítání lidu v roce 2001 žilo v Nižném Lánci 405 obyvatel, z toho 51,36 % Maďarů, 24,94 % Romů, 11,85 % Slováků a 0,49 % Ukrajinců; 11,36 % obyvatel zaznamenaných při sčítání neuvedlo žádné informace.

## Památky
- Římskokatolický kostel sv. Petra a Pavla

- Kaštel s neoklasicistním průčelím, kaplí a přilehlými hospodářskými budovami. Byl postaven na počátku 19. století. Po smrti majitele, který nezanechal dědice, přešlo panství do majetku obce. Po roce 1945 byl areál využíván jako sýpka a po úpravách v roce 1961 slouží jako sídlo obecního úřadu a kulturní středisko.[3]